# 皮赫特拉

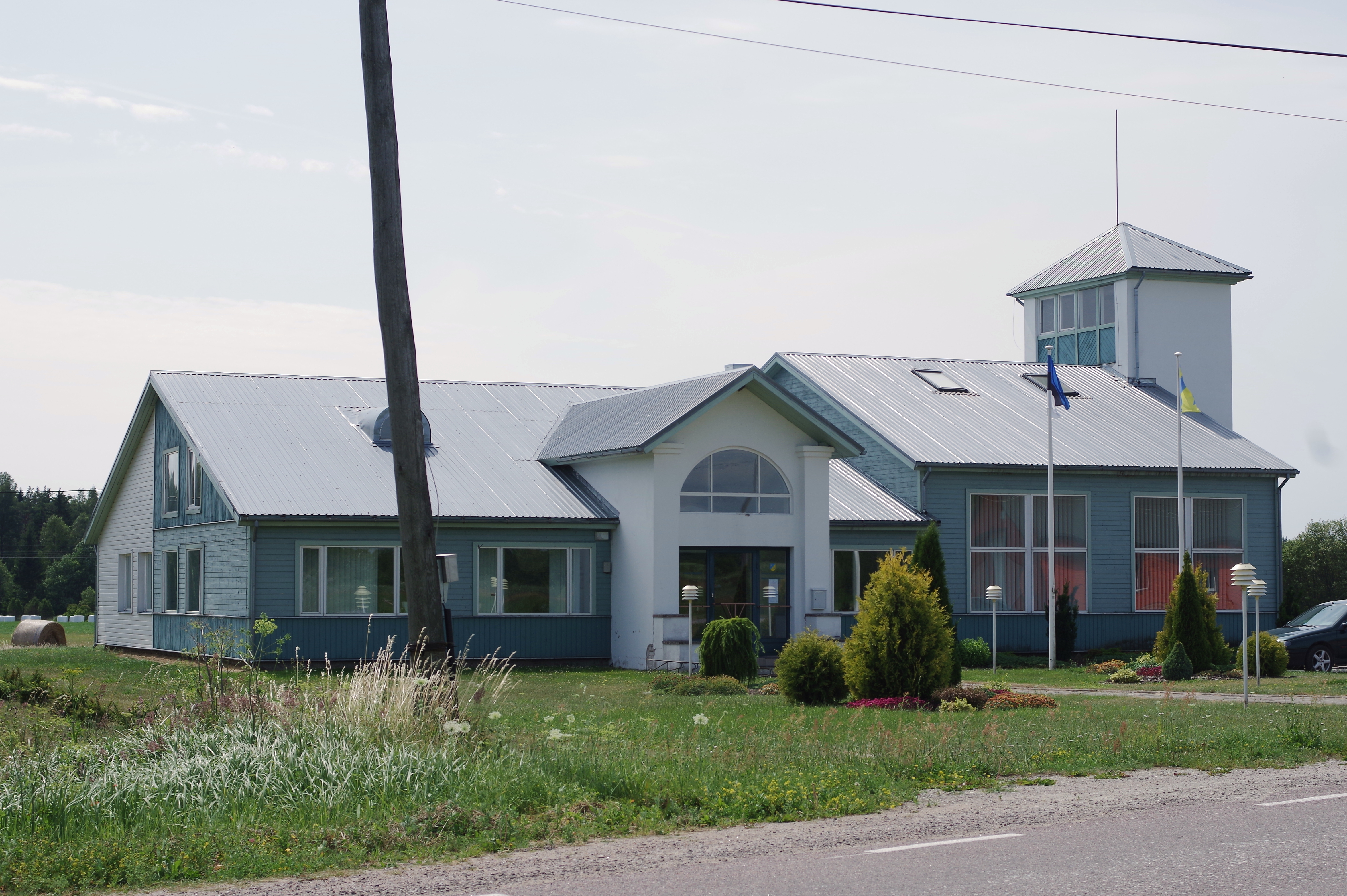
皮赫特拉社区中心

皮赫特拉，是愛沙尼亞薩雷縣萨雷马市镇内的村庄，位於該國西部，曾是原皮赫特拉市镇的行政中心，處於首都塔林西南面170公里，海拔高度13米，2012年該村庄人口105。